# Shijiazhuang Liberators
Gli Shijiazhuang Liberators sono una squadra di football americano di Shijiazhuang, in Cina, fondata nel 2014.

## Dettaglio stagioni

### Tornei nazionali

#### Campionato

##### CBL
| Stagione | regular season | regular season | regular season | regular season | regular season | regular season | playoff | playoff | playoff | playoff | playoff | playoff   | playoff    |
|          | Vin            | Par            | Per            | Tot            | PF             | PS             | Vin     | Per     | Tot     | PF      | PS      | risultato | avversaria |
| -------- | -------------- | -------------- | -------------- | -------------- | -------------- | -------------- | ------- | ------- | ------- | ------- | ------- | --------- | ---------- |
| 2016     | 0              | 0              | 1              | 1              | 0              | 12             | -       | -       | -       | -       | -       | -         | -          |
| 2017     | 1              | 0              | 1              | 2              | 57             | 37             | -       | -       | -       | -       | -       | -         | -          |
| 2018     | 0              | 0              | 2              | 2              | 13             | 64             | -       | -       | -       | -       | -       | -         | -          |
| 2019     | 0              | 0              | 4              | 4              | 50             | 112            | -       | -       | -       | -       | -       | -         | -          |
| Totale   | 1              | 0              | 8              | 9              | 120            | 225            | -       | -       | -       | -       | -       |           |            |

Fonti: Enciclopedia del Football - A cura di Roberto Mezzetti